# Werner D’hein
Werner Peter D’hein (* 1939 in Bonn) ist ein deutscher Journalist.

## Werdegang
D’hein war von 1975 bis 1983 Mitglied des Rats der Stadt Bonn und danach Pressesprecher der Stadt. Er ist Chefredakteur der Monatszeitschrift Haus & Grund aktuell. Er gründete den Bonner Medien Club, dem rund 200 Journalisten und Pressesprecher der Region angehören, und fungierte lange Jahre als dessen Geschäftsführer und später dessen Vorsitzender. Außerdem ist er Initiator des Brockemännchenpreis für couragiertes Verhalten.
Als Mitglied des Kuratoriums der Bonner Münster Stiftung setzt er sich für die Pflege des Bonner Münsters ein und verfasste mehrere Regionalführer mit historischem Hintergrund.

## Ehrungen
- 1992: Verdienstkreuz am Bande der Bundesrepublik Deutschland für sein kommunalpolitisches Engagement
- 2011: Verdienstkreuz 1. Klasse der Bundesrepublik Deutschland für sein Lebenswerk[1]

## Publikationen
- Nationaler Geopark Vulkanland Eifel. Ein Natur- und Kulturführer. Gaasterland-Verlag, Düsseldorf 2006, ISBN 3-935873-15-8.